# Erythridula ohioensis
Erythridula ohioensis är en insektsart som först beskrevs av Knull 1945.  Erythridula ohioensis ingår i släktet Erythridula och familjen dvärgstritar. Inga underarter finns listade i Catalogue of Life.